# Kanton Arreau
Der Kanton Arreau war bis 2015 ein französischer Wahlkreis im Arrondissement Bagnères-de-Bigorre, im Département Hautes-Pyrénées und in der Region Midi-Pyrénées sein Hauptort war Arreau. Sein Vertreter im Generalrat des Départements war zuletzt von 2011 bis 2015 Jean-Louis Anglade.

## Gemeinden
Der Kanton bestand aus 19 Gemeinden. 
| Gemeinde      | Einwohner Jahr | Fläche km² | Bevölkerungsdichte | Postleitzahl | Code INSEE |
| ------------- | -------------- | ---------- | ------------------ | ------------ | ---------- |
| Ancizan       | 284 (2013)     | –          | – Einw./km²        | 65440        | 65006      |
| Ardengost     | 11 (2013)      | –          | – Einw./km²        | 65240        | 65023      |
| Arreau        | 819 (2013)     | –          | – Einw./km²        | 65240        | 65031      |
| Aspin-Aure    | 54 (2013)      | –          | – Einw./km²        | 65240        | 65039      |
| Aulon         | 81 (2013)      | –          | – Einw./km²        | 65440        | 65046      |
| Barrancoueu   | 32 (2013)      | –          | – Einw./km²        | 65240        | 65066      |
| Bazus-Aure    | 132 (2013)     | –          | – Einw./km²        | 65170        | 65075      |
| Beyrède-Jumet | 203 (2013)     | –          | – Einw./km²        | 65410        | 65092      |
| Cadéac        | 294 (2013)     | –          | – Einw./km²        | 65240        | 65116      |
| Camous        | 24 (2013)      | –          | – Einw./km²        | 65410        | 65122      |
| Fréchet-Aure  | 13 (2013)      | –          | – Einw./km²        | 65240        | 65180      |
| Gouaux        | 76 (2013)      | –          | – Einw./km²        | 65240        | 65205      |
| Grézian       | 89 (2013)      | –          | – Einw./km²        | 65440        | 65209      |
| Guchen        | 363 (2013)     | –          | – Einw./km²        | 65440        | 65212      |
| Ilhet         | 125 (2013)     | –          | – Einw./km²        | 65410        | 65228      |
| Jézeau        | 104 (2013)     | –          | – Einw./km²        | 65240        | 65234      |
| Lançon        | 36 (2013)      | –          | – Einw./km²        | 65240        | 65255      |
| Pailhac       | 64 (2013)      | –          | – Einw./km²        | 65240        | 65354      |
| Sarrancolin   | 584 (2013)     | –          | – Einw./km²        | 65410        | 65408      |

## Bevölkerungsentwicklung
| 1962 | 1968 | 1975 | 1982 | 1990 | 1999 | 2006 |
| ---- | ---- | ---- | ---- | ---- | ---- | ---- |
| 3836 | 3740 | 3394 | 3215 | 3259 | 3340 | 3439 |